# Cleisostoma firmulum
Cleisostoma firmulum är en orkidéart som beskrevs av Heinrich Gustav Reichenbach. Cleisostoma firmulum ingår i släktet Cleisostoma och familjen orkidéer. Inga underarter finns listade i Catalogue of Life.